# الشركة الوطنية للبنية التحتية للسكك الحديدية
اللشركة الوطنية للبنية التحتية للسكك الحديدية (بالبلغارية: Национална компания Железопътна инфраструктура)‏ (كما يختصر НКЖИ أو NRIC) هي شركة البنية التحتية للسكك الحديدية لدولة بلغاريا، التي أنشئت ككيان في 1 يناير عام 2002. يقع مقر الشركة في العاصمة صوفيا بالقرب من محطة صوفيا المركزية.
بلغاريا عضو في الاتحاد الدولي للسكك الحديدية (UIC). رمز البلد UIC لبلغاريا هو 52.